# Chlorobi
Division
Classes de rang inférieur
- Chlorobiia
- Ignavibacteria

Classification phylogénétique
- Eubactéries
  - Protéobactéries
  - groupe :
    - Firmicutes
      - groupe Bacillus / Clostridium
      - Actinobactéries

    - groupe :
      - Cyanobactéries
      - groupe Thermus / Deinococcus

  - groupe :
    - Bactéries vertes sulfureuses
    - groupe :
      - Flavobactéries
      - Bactéroïdes

  - groupe :
    - Spirochètes
    - Chlamydiales

  - Planctomycétales
  - Bactéries vertes non sulfureuses
  - Aquificales
  - Thermotogales

Les bactéries sulfureuses vertes sont une famille de bactéries anaérobies photoautotrophes. Considérées initialement comme une branche éloignée des Bacteroidetes, elles constituent désormais un embranchement à part entière.
Ces bactéries sont non mobiles (à l'exception du Chloroherpeton thalassium, qui a la possibilité de glisser) et prennent la forme de sphères, de baguettes et de spirales. La photosynthèse est réalisée en utilisant la bactériochlorophylle (BChl) c, d, e ou, en s'associant au BChl a et à la chlorophylle a, dans les chlorosomes attachés à la membrane.
Ces organismes utilisent des ions sulfure, de l'hydrogène ou des ions ferreux comme donneur électrons (réducteurs) et produisent du soufre élémentaire (minéral), ce processus est conduit par le centre de réaction de type I et le complexe de Fenna-Matthews-Olson. Le soufre est déposé en dehors de la cellule et peut être encore oxydé ensuite. Il s'agit d'un processus comparable à la photosynthèse oxygénique des plantes qui utilise l'eau comme donneur d'électrons et rejette de l'oxygène.
Chlorobium tepidum est devenu un organisme modèle pour le groupe, et bien que seulement dix génomes ont été séquencés, ceux-ci sont représentatifs de la biodiversité de cette famille. Leur génome de 2 à 3 Mb code 1750 à 2800 protéines. 1400 à 1500 gènes sont communs à toutes les souches. L'absence apparente de Système régulateur à deux composants (en) suggère une certaine limitation de la plasticité phénotypique. Leur dépendance réduite à l'égard des transporteurs de molécule organique et des facteurs de transcription indique également que ces organismes sont adaptés à une gamme sévère de conditions réduites en ressources énergétiques.[pas clair] Leur niche écologique est partagée avec des Cyanobactéries : Prochlorococcus et Synechococcus.
Une souche de bactérie sulfureuse verte, baptisée GSB1,  a été découverte à proximité de fumeurs noirs au large de la côte du Mexique dans l'océan Pacifique, à une profondeur de 2 500 mètres de fond. Aucune lumière solaire ne parvient à cette profondeur et la bactérie se développe grâce à la faible lueur infrarouge dégagée par le fumeur et par la chaleur émise par ce dernier.

## Liste des classes et ordres
Selon NCBI (9 janv. 2011) :
- classe Chlorobiia
  - ordre Chlorobiales
    - famille Candidatus Thermochlorobacteriaceae
- classe Ignavibacteria
  - ordre Ignavibacteriales
    - famille Ignavibacteriaceae
    - famille Melioribacteraceae